# Bataille de Nashinokidaira
La bataille de Nashinokidaira(梨の木平の戦い) de 1526 est un des nombreux affrontements qui opposent les clans Takeda et Hōjō au cours de l'époque Sengoku de l'histoire du Japon. Le 8 juillet de cette année-là, la rencontre est remportée par Takeda Nobutora sur Hōjō Ujitsuna.

## Source de la traduction
- (en) Cet article est partiellement ou en totalité issu de l’article de Wikipédia en anglais intitulé « Battle of Nashinokidaira » (voir la liste des auteurs).